# Em xinh "say hi"
Em xinh "say hi" (viết tắt: EXSH, cách điệu bằng tất cả các chữ cái in hoa) là một chương trình truyền hình thực tế về âm nhạc được phát sóng trên kênh HTV2, ON Vie Giải Trí và ứng dụng VieON từ ngày 31 tháng 5 năm 2025. Chương trình có định dạng gần giống như chương trình Anh trai "say hi" với sự tham gia của những nữ nghệ sĩ đang hoạt động trong lĩnh vực nghệ thuật.

## Định dạng
Cũng giống như phiên bản nam Anh trai "say hi", Em xinh "say hi" bao gồm những nữ nghệ sĩ đang hoạt động trong lĩnh vực nghệ thuật (được gọi là các "em xinh"). Theo chia sẻ của nhà sản xuất, không đơn thuần là một chương trình âm nhạc thực tế, Em xinh "say hi" được định vị là chặng đường thế hệ nữ thần tượng Việt Nam mới sẵn sàng chinh phục giới hạn, biến hóa hình ảnh nhưng vẫn giữ giá trị cốt lõi của người phụ nữ Việt. Chương trình muốn hướng đến các "Real Aura" (lấy ý từ thuật ngữ "aura" được sử dụng khá phổ biến trong Kpop, nói về thần thái, khí chất và hào quang của một nghệ sĩ), với hàm ý tỏa sáng trong bất kỳ phiên bản nào cô ấy muốn.
Mỗi "em xinh" sẽ phải trải qua hành trình cùng sáng tạo âm nhạc, luyện tập vũ đạo, bứt phá khỏi những giới hạn để hướng tới một phiên bản "real aura" đặc trưng của chính họ, với đầy đủ năm yếu tố: khí chất mạnh mẽ (Presence); sức hút nam châm (Magnetism); bản sắc riêng biệt (Identity), khả năng biến hóa uyển chuyển (Adaptability), sức ảnh hưởng mạnh mẽ và tài năng, tạo ra giá trị bền vững (Impact).

## Lịch sử sản xuất
Tại đêm chung kết của chương trình Anh trai "say hi" vào ngày 14 tháng 9 năm 2024, sau tiết mục remake ca khúc chủ đề của chương trình "The Stars" với sự góp mặt của năm nữ nghệ sĩ Pháo, Juky San, Liz Kim Cương, 52Hz và Mỹ Mỹ, nhà sản xuất Vie Channel đã chính thức công bố ra mắt phiên bản nữ của chương trình với tên gọi Em xinh "say hi".Tại concert thứ 4 của Anh trai "say hi" (mùa 1) diễn ra vào ngày 9 tháng 12 năm 2024. Chương trình này được tiết lộ sẽ lên sóng từ tháng 4 năm 2025, và sẽ là chương trình truyền hình âm nhạc dành riêng cho các nghệ sĩ nữ.
Vào ngày 19 tháng 3 năm 2025, nhà sản xuất thông báo thời gian phát sóng mới của chương trình vào ngày 31 tháng 5 năm 2025, muộn hơn 1 tháng so với dự kiến.
Ngày 1 tháng 4 năm 2025, Trấn Thành được thông báo là người dẫn chương trình của Em xinh "say hi" thông qua fanpage chính thức của chương trình. Cũng như chương trình Anh trai "say hi", anh sẽ giữ vai trò kết nối để giúp khán giả hiểu hơn về câu chuyện, niềm đam mê và hoài bão của các nghệ sĩ tham gia chương trình. Vào tối cùng ngày, JustaTee cũng được công bố là giám đốc âm nhạc của chương trình - người chịu trách nhiệm sản xuất âm nhạc, phụ trách các vấn đề liên quan đến chuyên môn nhằm đảm bảo các nhóm thể hiện được hết tài năng, cá tính của từng người và mang đến những tiết mục trình diễn đặc sắc. Các nhân vật khác trong dàn ê-kíp của chương trình gồm có đạo diễn sân khấu Vương Khang và giám đốc thời trang Kye Nguyễn.
Lễ ra mắt chính thức và giao lưu với người hâm mộ đã được tổ chức tại Trung tâm thương mại Thiso Mall, Thành phố Hồ Chí Minh vào chiều ngày 14 tháng 5 năm 2025, với sự xuất hiện của 28 trên 30 nghệ sĩ tham gia chương trình. Cũng giống như phiên bản Anh trai "say hi", hơn 50 bài hát trong Em xinh “say hi” đều được sáng tác hoàn toàn mới với hơn 20 nhạc sĩ và nhà sản xuất âm nhạc phụ trách. Đoạn teaser cho bài hát chủ đề của chương trình, "The Real Aura", được công bố vào cùng ngày, và MV chính thức được phát hành vào ngày 28 tháng 5.

## Phát sóng
Tập đầu tiên của Em xinh "say hi" lên sóng vào ngày 31 tháng 5 năm 2025. Chương trình được phát sóng vào tối thứ bảy hàng tuần trên HTV2 - Vie Channel, ON Vie Giải Trí, ứng dụng VieON, đồng thời được công chiếu trên kênh YouTube chính thức của nhà sản xuất Vie Channel.

## Tổng quan các mùa
| Mùa | Mùa | Số em xinh | Số tập | Số tập | Phát sóng gốc       | Phát sóng gốc       |
| Mùa | Mùa | Số em xinh | Số tập | Số tập | Phát sóng lần đầu   | Phát sóng lần cuối  |
| --- | --- | ---------- | ------ | ------ | ------------------- | ------------------- |
|     | 1   | 30         | 14     | 14     | 31 tháng 5 năm 2025 | 23 tháng 8 năm 2025 |

## Đón nhận
Ngay từ khi vừa công bố, chương trình đã trở thành tâm điểm chú ý, không chỉ vì được xem là phiên bản nữ của chương trình Anh trai "say hi", mà còn bởi sự háo hức của khán giả mong chờ thời điểm dàn 'em xinh' được lộ diện trên fanpage của chương trình.

## Tranh cãi

### Tác quyền
Ngày 7 tháng 3 năm 2025, nhà sản xuất chính thức công bố biểu trưng chính thức của chương trình. Biểu trưng có cách điệu từ chữ E và M lồng vào nhau, giống phiên bản của Anh trai "say hi" là A và T. Tuy nhiên sau khi ra mắt, biểu trưng bị tố là thiếu sáng tạo và đạo nhái, cụ thể là một khán giả đã nhận ra biểu trưng đã được lấy từ trang Shutterstock - một trang web cung cấp ảnh, video, âm thanh, đồ họa vector và các tài nguyên sáng tạo khác, rất phổ biến trong ngành thiết kế đồ hoạ. Nhiều ý kiến cho rằng, việc sử dụng mẫu có sẵn không sai vì việc sử dụng tài nguyên "Royalty Free" trên trang này là hợp pháp và không vi phạm bản quyền, nhưng khi đã định hình đây là một thương hiệu, chương trình cần có sự đầu tư nhất định về bộ nhận diện cũng như liên hệ tác giả gốc nếu muốn sử dụng lại biểu trưng để đảm bảo tính độc quyền.
Sau tranh cãi, tại concert thứ 5 của Anh trai "say hi" (mùa 1) diễn ra vào ngày 21 tháng 3 năm 2025, nhà sản xuất đã chính thức công bố biểu trưng mới, thay thế cho biểu trưng cũ gây tranh cãi trước đó. Biểu trưng được cấu thành từ năm mảnh ghép, đại diện cho những viên kim cương được cắt gọt từ ánh sáng và được lồng ghép biểu tượng chữ E và M. Tuy nhiên, bên cạnh những lời khen về biểu trưng và tiêu chí chương trình thì có một bộ phận khán giả cho rằng ý tưởng biểu trưng của chương trình giống với ý tưởng của chương trình Chị đẹp đạp gió rẽ sóng. Nhưng nhiều khán giả khác cho rằng nếu như vậy gọi là đạo nhái thì không đúng, vì biểu trưng của chương trình Chị đẹp đạp gió rẽ sóng lấy ý tưởng từ chất liệu gốm sứ Bát Tràng. Trong khi đó, biểu trưng của Em xinh "say hi" lại lấy ý tưởng từ kim cương, với những mảnh ghép sắc bén đại diện cho mỗi góc cạnh khác nhau của một người nữ.

## Nhà tài trợ
- Ngân hàng Thương mại Cổ phần Tiên Phong (TP BANK) (tài trợ chính
- Diana (đồng tài trợ)
- Fresh&Care từ Diana (đồng tài trợ)
- Warrior (sản phẩm nước tăng lực chính thức)
- CHIN-SU

## Hoạt động bên lề

### Em xinh "say hi" Concert
Trong tập 4 của chuơng trình, Trấn Thành đã thông báo về việc sẽ tổ chức concert đầu tiên của chương trình Em xinh "say hi" vào tháng 9 năm 2025. Sau đó, trên fanpage của chương trình tiết lộ rằng đêm diễn đầu tiên sẽ được diễn ra vào ngày 13 tháng 9 năm 2025 tại khu đô thị Vạn Phúc City, phường Hiệp Bình Phước, Thủ Đức, thành phố Hồ Chí Minh.